# Juha Ahokas
Juha Matti Ahokas (Kokkola, 18 de septiembre de 1969) es un deportista finlandés que compitió en lucha grecorromana.
Ganó cuatro medallas en el Campeonato Europeo de Lucha entre los años 1997 y 2006. Participó en cuatro Juegos Olímpicos de Verano, entre los años 1988 y 2004, ocupando el séptimo lugar en Barcelona 1992.

## Palmarés internacional
| Campeonato Europeo | Campeonato Europeo             | Campeonato Europeo | Campeonato Europeo |
| Año                | Lugar                          | Medalla            | Categoría          |
| ------------------ | ------------------------------ | ------------------ | ------------------ |
| 1997               | Kouvola (Finlandia)            | Medalla de plata   | 125 kg             |
| 2002               | Seinäjoki (Finlandia)          | Medalla de bronce  | 120 kg             |
| 2003               | Belgrado (Serbia y Montenegro) | Medalla de oro     | 120 kg             |
| 2006               | Moscú (Rusia)                  | Medalla de plata   | 120 kg             |